# 중탄산염 완충계

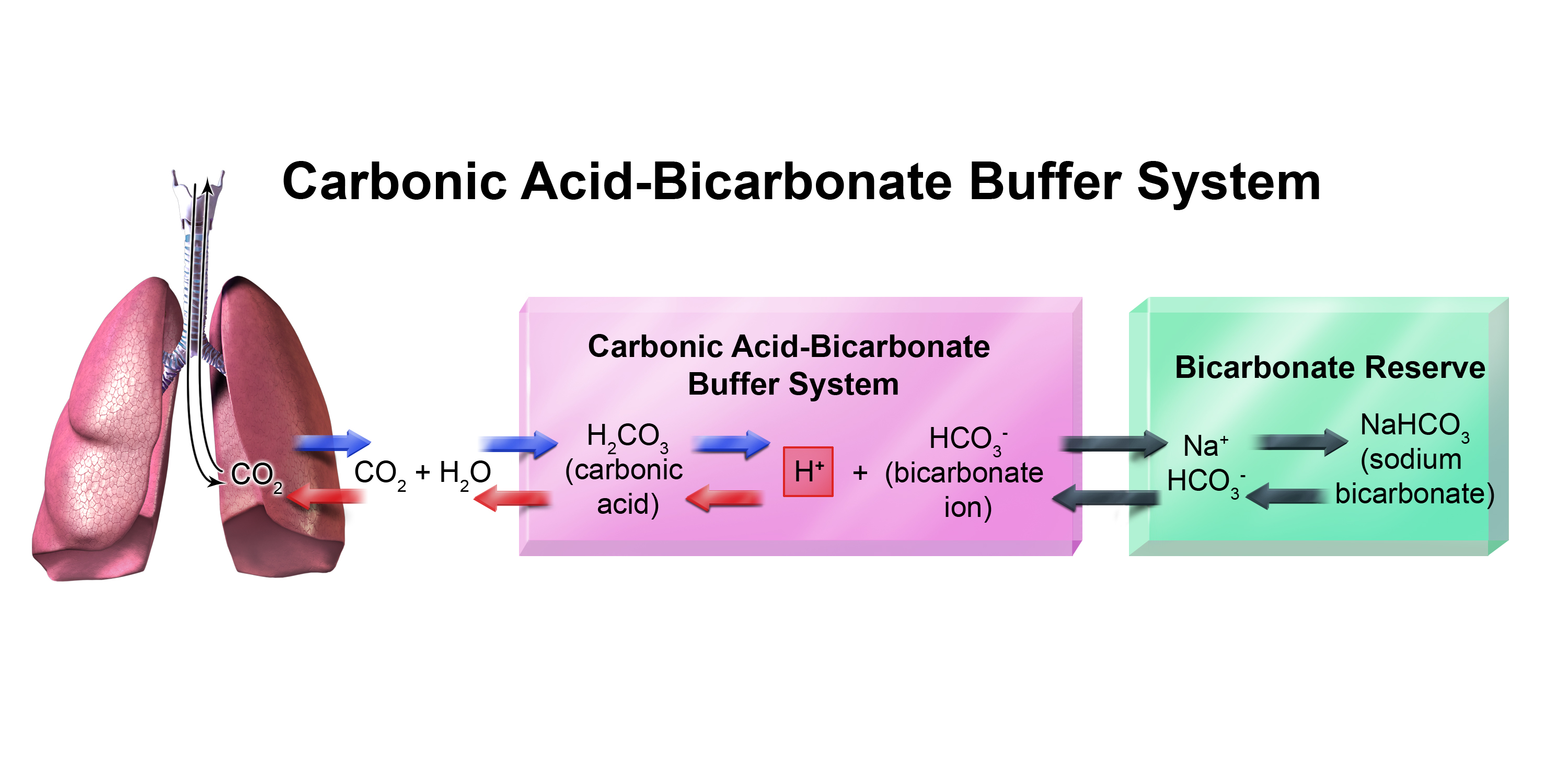
중탄산염 완충계의 작용을 나타낸 모식도. 탄산이 탄산수소 이온으로 해리하는 반응 및 그 역반응에 의해 수소 이온 농도 변화가 완충된다. 특히 생체에서는 호흡계통 덕택에 이산화탄소가 무한정 공급되거나 제거되므로 중탄산염 완충계는 열려 있게 된다. 이로써 완충 작용이 더욱 효과적으로 된다.

중탄산염 완충계(영어: bicarbonate buffer system)는 탄산(H2CO3), 중탄산염 이온(HCO−
3), 이산화탄소(CO2) 균형을 이용하는 산-염기 항상성 기제로, 혈액과 샘창자 등 여러 조직의 pH를 유지하여 적절한 대사 기능을 할 수 있도록 돕는다. 이산화탄소(CO2)는 물(H2O)과 반응하여 탄산(H2CO3)을 형성하며 이 과정은 탄산무수화효소가 촉매한다. 탄산은 빠르게 해리되어 중탄산염 이온(HCO−
3)과 수소 이온(H+)을 만든다. 앞의 과정을 식을 통해 나타내면 다음과 같다.
다른 완충계와 마찬가지로 pH는 약산(예: H2CO3)과 그 짝염기(예: HCO−
3)에 의해 균형이 맞추어진다. 즉 완충계로 들어온 과도한 산이나 염기는 중화된다.
중탄산염 완충계가 제대로 작동하지 못하면 혈액에서 산혈증(pH < 7.35), 알칼리혈증(pH > 7.45) 등의 산-염기 불균형이 발생할 수 있다.

## 탄산의 해리 반응
용액이 이산화탄소 기체에 노출되면, 이산화탄소 중 일부가 용해된다. 헨리의 법칙에 따르면, 용해된 이산화탄소의 농도 {\displaystyle {\rm {[CO_{2}]}}}는 이산화탄소 기체의 분압 {\displaystyle {\rm {P_{CO_{2}}}}}에 비례한다. 즉 이산화탄소의 용해도계수(영어: solubility coefficient)를 {\displaystyle s}라고 하면 {\displaystyle {\rm {[CO_{2}]=s\cdot P_{CO_{2}}}}}이다. 사람의 동맥혈과 맞닿는 허파꽈리 속 기체의 이산화탄소 분압은 약 40 mmHg이고, 체온(37℃)에서 이산화탄소의 용해도계수 값은 약 0.03 mM/mmHg이므로, 사람의 혈중 이산화탄소 농도는 보통 1.2 mM 정도이다.
용해된 이산화탄소는 물과 반응하여 탄산을 형성한다.
이 반응은 매우 느리기 때문에, 반응을 촉매하는 탄산무수화효소가 없다면 거의 진행되지 않는다. 사람의 경우 허파꽈리, 콩팥 세뇨관, 적혈구 등에 탄산무수화효소가 풍부하므로 탄산이 원활하게 형성될 수 있다. 탄산은 약산으로, 수소 이온과 중탄산염 이온으로 해리되어 용액의 pH를 변화시킨다.
이 반응은 앞선 반응보다 훨씬 빠르기 때문에, 전체 반응의 속도결정단계는 이산화탄소의 수화 반응이다. 중탄산염 이온은 한 차례 더 해리되어 수소 이온을 추가로 생성할 수 있다.
그러나 이 반응은 생리학적으로 그다지 중요하지 않기 때문에 적어도 포유류에서는 무시할 수 있다.
탄산의 해리 반응이 화학 평형에 이르렀을 때, 다음 값
{\displaystyle K'={\frac {[{\ce {H^+}}][{\ce {HCO_3^-}}]}{[{\ce {H_2CO_3}}]}}}
은 온도에 따라서만 달라진다. 이를 탄산의 산 해리 상수라고 부른다. 이 수식을 실질적으로 활용하기는 어렵다. 탄산의 농도 {\displaystyle {\rm {[H_{2}CO_{3}]}}}를 직접 측정하기가 어렵기 때문이다. 이때 탄산 농도가 용해된 이산화탄소의 농도에 정비례함을 이용하여 수식을 다음처럼 변형할 수 있다.
{\displaystyle K={\frac {[{\ce {H^+}}][{\ce {HCO_3^-}}]}{[{\ce {CO_2}}]}}}
새로운 해리 상수 {\displaystyle K}의 값은 {\displaystyle K'}의 1/400배에 불과한데, 용액 중 탄산과 이산화탄소가 1:400의 비로 존재하기 때문이다. 용해된 이산화탄소의 농도 {\displaystyle {\rm {[CO_{2}]}}} 역시 측정하기 어렵기는 마찬가지이나, 헨리의 법칙을 대입하면 다시 한번 수식을 변형할 수 있다.
{\displaystyle K={\frac {[{\ce {H^+}}][{\ce {HCO_3^-}}]}{s\cdot {\ce {P_{CO_2}}}}}}
동맥혈의 이산화탄소 기체 분압은 비교적 쉽게 측정 가능하므로, 이 수식은 혈액 pH 변화를 정량적으로 분석하는 데에 도움이 된다.
마지막 수식 양변의 상용로그를 취하고 {\displaystyle {\rm {pH=-\log _{10}[H^{+}]}}}, {\displaystyle {\textrm {p}}K=-\log _{10}K}라고 정의하여 정리하면, 다음과 같이 중탄산염 완충계에 대한 헨더슨-하셀바흐 방정식을 얻는다.
{\displaystyle {\ce {pH}}={\textrm {p}}K+\log \left({\frac {[{\ce {HCO_3^-}}]}{s\cdot {\ce {P_{CO_2}}}}}\right)}
여기서 {\displaystyle {\textrm {p}}K}의 값은 6.1이며, 사람 혈액의 정상 pH 및 {\displaystyle {\rm {[HCO_{3}^{-}]}}} 값은 각각 7.4 및 24 mM로 위 관계식을 만족시킨다.

## 완충 작용
약산인 탄산과 짝염기인 중탄산염 이온은 완충계를 이룬다. 용액에 강산을 첨가하여 수소 이온이 생성되면, 일부가 중탄산염 이온과 반응하여 탄산이 되므로 pH 변화가 완화된다.
{\displaystyle {\ce {HA + HCO3- -> H2CO3 + A-}}}
강염기를 첨가하여 수산화 이온이 생성되는 경우에도 마찬가지로 일부가 탄산과 반응하여 중탄산염 이온을 만들기 때문에 pH 변화가 완화된다.
{\displaystyle {\ce {BOH + H2CO3 -> HCO3- + B+ + H2O}}}
완충 작용의 척도는 완충용량으로, 용액의 pH를 1 변화시키기 위해 첨가하여야 하는 강염기 또는 강산의 농도로 정의된다. 건강한 사람의 동맥혈에서 중탄산염 완충계의 완충용량은 약 55 mM/(단위 pH)로, 동맥혈의 전체 완충용량의 3 분의 2가량을 차지한다.
물질이 유입되거나 유출되지 않는 닫힌 계의 경우, 완충용량은 용액의 pH가 약산의 pKa 값에 가까울수록, 약산 및 짝염기의 총량이 많을수록 크다. 탄산의 pKa 값은 혈액의 정상 pH인 7.4와 그다지 가깝지 않고, 혈중의 탄산 및 중탄산염 이온 농도 역시 그리 높다고 보기 어렵다. 그럼에도 중탄산염 완충계가 혈액의 완충용량에 크게 기여할 수 있는 것은 열린 계이기 때문이다. 닫힌 계에서는 이산화탄소가 금세 축적되거나 고갈되어 완충 작용이 지장을 받으므로, 동맥혈과 같은 pH 및 농도 조건에서 완충용량은 약 2.6 mM/(단위 pH)에 불과할 것으로 추산된다. 허파가 필요에 따라 호흡을 통해 이산화탄소 및 탄산을 효과적으로 공급하거나 제거하기에 중탄산염 완충계는 열린 계가 되어 완충능력이 크게 증대된다.
예컨대 중탄산염 완충계로만 이루어진 완충용액 1 L에 강염기 {\displaystyle {\ce {BOH}}}를 10 밀리몰만큼 첨가하면, {\displaystyle {\ce {H+}}}, {\displaystyle {\ce {OH-}}}, {\displaystyle {\ce {B+}}}, {\displaystyle {\ce {HCO3-}}} 등 이온의 농도가 변할 것이다. 이 용액이 외부 공기와 평형을 이루는 열린 계라면,
{\displaystyle K={\frac {[{\ce {H^+}}][{\ce {HCO_3^-}}]}{s\cdot P_{{\ce {CO2}}}}}}
에서 분모가 일정하므로 {\displaystyle {\rm {[H^{+}]}}}와 {\displaystyle {\rm {[HCO_{3}^{-}]}}}는 서로 반비례 관계에 있다. 혈액과 같이 {\displaystyle {\rm {[H^{+}]}}}가 40 nM로 {\displaystyle {\rm {[HCO_{3}^{-}]}}} = 24 mM보다 훨씬 낮은 조건에서 {\displaystyle {\rm {[HCO_{3}^{-}]}}}가 수 밀리몰 단위로 변할 때 {\displaystyle {\rm {[H^{+}]}}}는 나노몰 단위로 변화해야만 반비례 관계가 유지되므로, {\displaystyle {\mathit {\Delta }}{\rm {[H^{+}]}}}은 {\displaystyle {\mathit {\Delta }}{\rm {[HCO_{3}^{-}]}}}에 비해 극히 작다. 물의 자동 이온화 공식에 의해 {\displaystyle {\rm {[H^{+}]}}}와 반비례하는 {\displaystyle {\rm {[OH^{-}]}}} 역시 변화가 미미하다. 따라서 전하량 보존 법칙이 성립하기 위해서는 대략 {\displaystyle {\mathit {\Delta }}{\rm {[B^{+}]={\mathit {\Delta }}{\rm {[HCO_{3}^{-}]}}}}}이어야 한다. 이때 {\displaystyle {\ce {BOH}}}가 강염기라고 하였으므로, 10 밀리몰을 첨가하면 모두 이온화하여 {\displaystyle {\ce {B+}}}도 10 밀리몰 증가하게 된다. {\displaystyle {\rm {[HCO_{3}^{-}]}}}가 24 nM에서 34 nM로 약 1.5배 증가하므로, {\displaystyle {\rm {[H^{+}]}}}는 약 2/3배가 되어 40 nM에서 28 nM로 줄어든다. 강염기를 밀리몰 단위로 첨가하였는데도 {\displaystyle {\ce {H+}}}는 나노몰 단위로만 줄어든 것이다. 이는 외부 공기가 이산화탄소와 {\displaystyle {\ce {H+}}}를 무한정 공급하기에 첨가한 {\displaystyle {\ce {OH-}}}가 거의 대부분 중화되기 때문이다.
이상의 논의를 더 정량적으로 표현하여 열린 중탄산염 완충계의 완충용량을 유도할 수 있다. 완충용량은 pH를 1 증가시키기 위해 첨가하여야 하는 강염기의 양으로 정의되는데, 첨가한 {\displaystyle {\ce {BOH}}}의 양과 꼭 같은 만큼 {\displaystyle {\rm {[B^{+}]}}}가 변화한다고 하였으므로, 완충용량 {\displaystyle \beta }를 다음처럼 구할 수 있다.
{\displaystyle \beta ={\frac {{\textrm {d}}[{\ce {B+}}]}{\textrm {d(pH)}}}}
연쇄 법칙을 적용하면
{\displaystyle {\frac {{\textrm {d}}[{\ce {B+}}]}{\textrm {d(pH)}}}={\frac {{\textrm {d}}[{\ce {B+}}]}{{\textrm {d}}[{\ce {H+}}]}}{\frac {{\textrm {d}}[{\ce {H+}}]}{\textrm {d(pH)}}}=-\ln 10\cdot [{\ce {H+}}]\cdot {\frac {{\textrm {d}}[{\ce {B+}}]}{{\textrm {d}}[{\ce {H+}}]}}}
이다. 전하량 보존 법칙에 의해 대략 {\displaystyle {\mathit {\Delta }}{\rm {[B^{+}]={\mathit {\Delta }}{\rm {[HCO_{3}^{-}]}}}}}이라고 하였으므로 다음이 성립한다.
{\displaystyle {\rm {{\frac {d[B^{+}]}{d[H^{+}]}}={\frac {d[HCO_{3}^{-}]}{d[H^{+}]}}}}}
이때 {\displaystyle {\rm {[H^{+}]}}}와 {\displaystyle {\rm {[HCO_{3}^{-}]}}}가 서로 반비례 관계에 있다고 하였으므로, 로그 미분법을 적용하여 다음 관계식을 얻을 수 있다.
{\displaystyle {\frac {{\textrm {d}}[{\ce {HCO3-}}]}{{\textrm {d}}[{\ce {H+}}]}}=-{\frac {[{\ce {HCO3-}}]}{[{\ce {H+}}]}}}
대입하여 정리하면
{\displaystyle \beta =\ln 10\cdot [{\ce {HCO3-}}]}
이다. {\displaystyle {\rm {[H^{+}]}}}와 {\displaystyle {\rm {[HCO_{3}^{-}]}}}가 서로 반비례 관계에 있다고 하였으므로, {\displaystyle {\rm {[HCO_{3}^{-}]}}}는 용액의 pH가 높아질수록 급격하게 상승한다. 즉 열린 중탄산염 완충계의 완충용량은 pH가 높아질수록 지수함수적으로 커진다.
이처럼 열린 중탄산염 완충계에서 용액의 완충 작용을 제한하는 요인은 {\displaystyle {\ce {HCO3-}}}의 축적·고갈뿐이다. (닫힌 계는 {\displaystyle {\ce {HCO3-}}}의 축적·고갈뿐만 아니라 이산화탄소 및 탄산의 축적·고갈에 의해서도 완충 작용이 제한을 받는다.) 실제 생체 내에서는 여기에 더해 콩팥이 {\displaystyle {\ce {HCO3-}}}의 분비·재흡수·생성을 조절하기 때문에, 혈액의 완충 능력은 {\displaystyle {\ce {HCO3-}}}의 축적·고갈에 의해서도 장기적으로 제한을 받지 않고 일정하게 유지될 수 있다. 이런 이유로 중탄산염 완충계는 혈액의 pH 조절에 가장 중요하게 관여하는 완충계가 된다.

## 산염기 변동

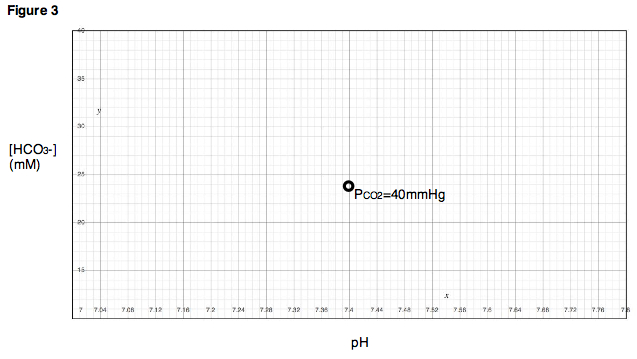
특정 pH 및 값을 가지는 용액은 데이븐포트 그림에서 한 점으로 나타내어진다.

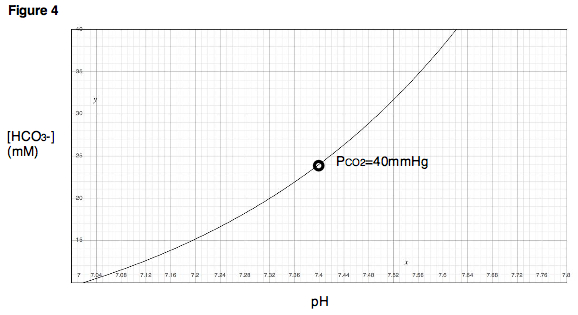
가 일정한 상태에서 일어나는 변화는 데이븐포트 그림에서 등치선을 따른 이동으로 나타내어진다.

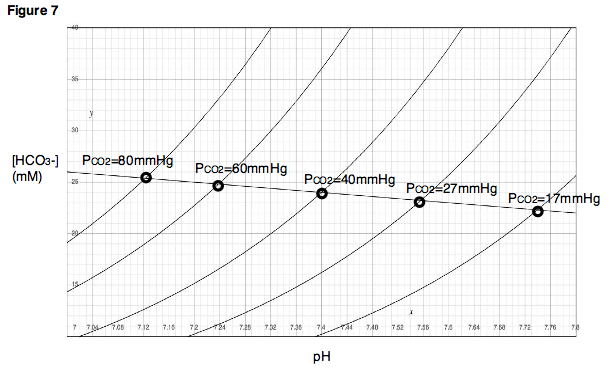
만 변화하는 경우의 산염기 변동을 따지려면, 변화한 값에 해당하는 등치선을 그리고, 처음 상태를 지나는 완충선을 그린 다음, 두 선의 교점을 찾으면 된다.

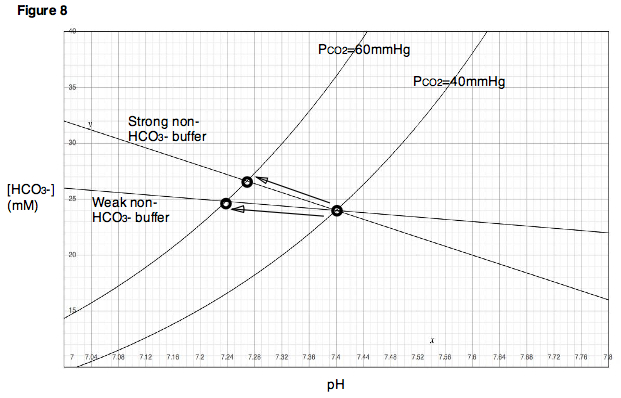
완충선 기울기의 절댓값은 중탄산염 완충계를 제외한 나머지 완충계의 완충용량에 비례한다.

중탄산염 완충계에서 일어날 수 있는 다양한 산염기 변동을 분석하는 데에 유용한 한 가지 도구는 데이븐포트 그림(영어: Davenport diagram)이다. 가로축에 pH, 세로축에 {\displaystyle {\rm {[HCO_{3}^{-}]}}}를 나타낸 계산도표(nomogram)로, 특히 용액에 다른 완충계가 함께 존재하는 경우를 따질 때 도움이 된다.
헨더슨-하셀바흐 방정식에 따르면, 열린 중탄산염 완충계에서 {\displaystyle {\rm {[H^{+}]}}}와 {\displaystyle {\rm {[HCO_{3}^{-}]}}}는 서로 반비례한다. 이를 변형하여 pH에 대한 수식으로 나타내면 다음과 같다.
{\displaystyle [{\ce {HCO3-}}]=s\cdot P_{{\ce {CO2}}}\cdot 10^{({\textrm {pH}}-{\textrm {p}}K)}}
그러므로 {\displaystyle P_{\rm {CO_{2}}}}를 일정하게 유지한 상태에서 {\displaystyle {\rm {[HCO_{3}^{-}]}}}를 다양하게 바꾸어 가며 용액의 pH를 관찰하여 평면에 나타내면, pH와 {\displaystyle {\rm {[HCO_{3}^{-}]}}}의 관계는 지수함수 꼴의 곡선으로 그려진다. 이를 특정 {\displaystyle P_{\rm {CO_{2}}}} 값에 대한 등치선(isopleth)이라고 한다. {\displaystyle P_{\rm {CO_{2}}}}가 높으면 같은 pH에서 {\displaystyle {\rm {[HCO_{3}^{-}]}}}가 높을 것이므로, 더 높은 {\displaystyle P_{\rm {CO_{2}}}} 값에 대한 등치선일수록 좌상단에 가깝게 위치하며, 더 낮은 {\displaystyle P_{\rm {CO_{2}}}} 값에 대한 등치선일수록 우하단에 가깝게 위치한다.
한편 {\displaystyle P_{\rm {CO_{2}}}} 자체가 변화하는 경우, 용액에 중탄산염 완충계 이외의 약산-짝염기 또는 약염기-짝산 쌍이 존재하지 않는다면 {\displaystyle {\rm {[HCO_{3}^{-}]}}}는 거의 일정하고 pH만 변화하게 된다. 그 까닭은 이러하다. 다른 완충계가 없기 때문에 {\displaystyle {\rm {[H^{+}]}}}와 {\displaystyle {\rm {[HCO_{3}^{-}]}}}는 오로지 탄산의 해리 반응에 의해서만 변할 것이고, 따라서 둘의 변화량은 서로 같다. 그런데 혈액과 같이 {\displaystyle {\ce {H+}}}가 {\displaystyle {\ce {HCO3-}}}에 비해 극히 적게 존재하는 조건에서 두 이온이 같은 양만큼 변한다면, 현재 농도에 대한 상대적인 변화율은 {\displaystyle {\ce {H+}}}가 {\displaystyle {\ce {HCO3-}}}에 비해 훨씬 클 수밖에 없다. 그러므로 {\displaystyle {\rm {[HCO_{3}^{-}]}}}가 매우 미세하게 변동할 때 pH는 크게 변화하는 것이다.
예컨대 혈액과 같은 농도 조건의 열린 중탄산염 완충계가 있고, 다른 완충계가 존재하지 않는다고 가정하자. 이때 {\displaystyle P_{\rm {CO_{2}}}}가 40 mmHg에서 80 mmHg로 2배가 되면, {\displaystyle P_{\rm {CO_{2}}}={\rm {[H^{+}][HCO_{3}^{-}]}}}이므로 {\displaystyle {\rm {[H^{+}][HCO_{3}^{-}]}}} 역시 2배가 되어야 한다. {\displaystyle {\rm {[H^{+}]}}}와 {\displaystyle {\rm {[HCO_{3}^{-}]}}}가 같은 만큼 증가하여 이 조건을 만족시키려면, {\displaystyle {\rm {[H^{+}]}}}가 40 nM에서 80 nM로 2배가 되고 {\displaystyle {\rm {[HCO_{3}^{-}]}}}가 24 mM에서 24.000040 mM로 거의 일정하게 남아 있는 수밖에 없다. 이때 용액의 pH는 7.4에서 7.1로 변화한다. 이런 이유로, 중탄산염 완충계만 존재하는 상황에서 {\displaystyle P_{\rm {CO_{2}}}}의 변화에 의해 일어나는 산염기 변동은 데이븐포트 그림에서 거의 수평에 가까운 직선을 따른 이동으로 표현된다. 이 선을 완충선(buffer line) 또는 적정선(titration line)이라고 부르기도 한다. {\displaystyle {\rm {[H^{+}]}}}와 {\displaystyle {\rm {[HCO_{3}^{-}]}}}의 변화량이 같다는 사실을 이용하면 완충선의 기울기를 정량적으로 구할 수 있다.
{\displaystyle {\frac {{\textrm {d}}[{\ce {HCO3-}}]}{\textrm {d(pH)}}}={\frac {{\textrm {d}}[{\ce {H+}}]}{\textrm {d(pH)}}}=-\ln 10\cdot [{\ce {H+}}]}
이 값은 pH에 따라 달라지지만, 농도를 밀리몰 단위로 측정한다면 사실상 0에 가깝다. 따라서 다른 완충계가 없는 경우의 완충선은 데이븐포트 그림에서 거의 수평인 직선으로 나타내어진다.
용액에 다른 완충계가 함께 존재하는 경우, {\displaystyle P_{\rm {CO_{2}}}} 증가로 탄산이 해리되어 {\displaystyle {\ce {H+}}}가 생성되더라도 다른 완충계가 흡수할 수 있으며, 반대로 {\displaystyle P_{\rm {CO_{2}}}} 감소로 탄산을 생성하기 위해 {\displaystyle {\ce {H+}}}가 소모되더라도 다른 완충계가 보충해 줄 수 있다. 그만큼 반응이 추가로 진행되므로 {\displaystyle {\rm {[HCO_{3}^{-}]}}}의 변동 폭은 커진다. 따라서 완충선은 우하향하는 쪽으로 가팔라진다. 나머지 완충계의 완충용량이 커서 {\displaystyle {\rm {[H^{+}]}}} 변화를 완충하는 정도가 클수록 완충선의 기울기는 더욱 음의 값을 띠게 된다.
정량적으로 따지면 이러하다. 예컨대 중탄산염 완충계 이외에도 약산 {\displaystyle {\ce {HA}}}와 짝염기 {\displaystyle {\ce {A-}}}가 들어 있는 용액에서 {\displaystyle P_{\rm {CO_{2}}}}를 증가시킨다고 하자. 앞 단락에서와 마찬가지 논리로 {\displaystyle {\rm {[H^{+}]}}}, {\displaystyle {\rm {[OH^{-}]}}}의 변화가 미미하여 무시할 수 있다고 하면, 전하량 보존 법칙에 의해 {\displaystyle {\rm {[HCO_{3}^{-}]}}}가 증가하는 만큼 {\displaystyle {\rm {[A^{-}]}}}가 감소해야 한다. 도함수로 표현하면 다음과 같다.
{\displaystyle {\frac {{\textrm {d}}[{\ce {HCO3-}}]}{\textrm {d(pH)}}}=-{\frac {{\textrm {d}}[{\ce {A-}}]}{\textrm {d(pH)}}}}
여기서 {\displaystyle {\rm {d[A^{-}]/d(pH)}}}의 계산은 {\displaystyle {\ce {HA}}} 해리 반응의 평형에만 의존하므로, {\displaystyle {\ce {HA}}}―{\displaystyle {\ce {A-}}} 쌍으로만 이루어진 완충용액에 강산을 첨가하는 경우와 달라질 까닭이 없다. (탄산의 해리 반응에서 {\displaystyle {\ce {H+}}}와 {\displaystyle {\ce {HCO3-}}}가 같은 양만큼 생성되므로, {\displaystyle {\rm {[HCO_{3}^{-}]}}}의 변화량이 완충용량의 계산에서 '첨가한 강산의 양' 역할을 하는 것이라고도 생각할 수 있다.) 따라서 이 값이 바로 {\displaystyle {\ce {HA}}}―{\displaystyle {\ce {A-}}} 완충계의 완충용량 {\displaystyle \beta }가 된다. 그러므로 완충선의 기울기는
{\displaystyle {\frac {{\textrm {d}}[{\ce {HCO3-}}]}{\textrm {d(pH)}}}=-\beta }
이다.

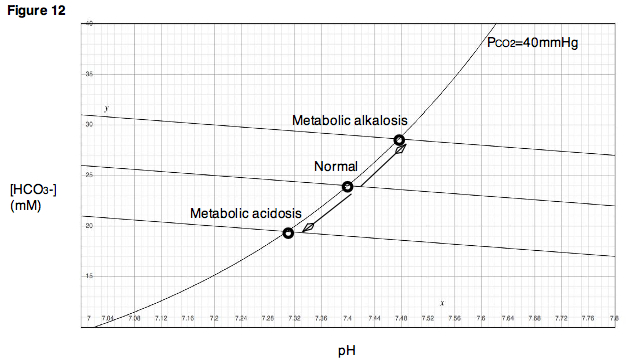
가 일정한 경우의 산염기 변동을 따지려면, 첨가한 강염기 또는 강산의 농도만큼 완충선을 수직으로 옮긴 다음 등치선과의 교점을 찾으면 된다.

일반적으로 한 종류 약산-짝염기 쌍의 완충용량은 용액의 pH에 따라 달라진다. 따라서 용액에 중탄산염 완충계 이외에 오로지 한 종류의 약산-짝염기 쌍만 존재하는 경우 완충선은 곡선으로 그려진다. 반면 혈액에는 다양한 완충계가 함께 존재하여, 특정 pH에서 한 완충계가 효과적으로 작동하지 못하더라도 다른 완충계가 보상할 수 있다. 이런 까닭에 혈액 중 중탄산염 완충계를 제외한 나머지 완충계의 완충용량 총합은 생리적인 pH 범위에서 거의 일정하다. 따라서 혈액의 산염기 변동을 분석하는 경우 완충선은 대략 직선이 된다.
데이븐포트 그림을 이용하면 열린 중탄산염 완충계에서 일어나는 다양한 산염기 변동을 시각적으로 쉽게 알아볼 수 있다. {\displaystyle P_{\rm {CO_{2}}}}가 일정한 상태에서 일어나는 변화는 등치선을 따른 이동으로, 다른 물질의 출입 없이 {\displaystyle P_{\rm {CO_{2}}}}만 바뀌어서 일어나는 변화는 완충선을 따른 이동으로 나타내면 된다. 예컨대 완충용액 1 L에 강염기인 {\displaystyle {\ce {NaOH}}} 10 밀리몰을 첨가하였을 때의 변화를 데이븐포트 그림으로 예측하려면, 시작점 A에서 수직 위로 10 mM 올라간 지점을 지나는 완충선을 그린 다음, A를 지나는 등치선과의 교점 C를 구하면 된다. 그 까닭은 이러하다. 만일 C에서 {\displaystyle P_{\rm {CO_{2}}}}만 바꾸어서 pH를 처음 값으로 되돌렸을 때 B에 이른다면, B와 C는 한 완충선 위에 있다. 그런데 A와 B는 pH가 서로 같으므로 {\displaystyle {\rm {[H^{+}]}}}, {\displaystyle {\rm {[OH^{-}]}}}의 값도 서로 같다. {\displaystyle {\ce {NaOH}}}는 강염기이고 C에서 B로 변할 때 {\displaystyle {\ce {Na+}}}의 출입이 없었으므로, B에서 {\displaystyle {\rm {[Na^{+}]}}}의 값은 A에서보다 10 mM 더 높다. 따라서 전하량 보존 법칙이 성립하려면 B의 {\displaystyle {\rm {[HCO_{3}^{-}]}}} 값 역시 A보다 10 mM 높아야 한다. 즉 B는 A에서 수직 위로 10 mM 올라간 곳에 있다.

## 전신의 산염기 균형

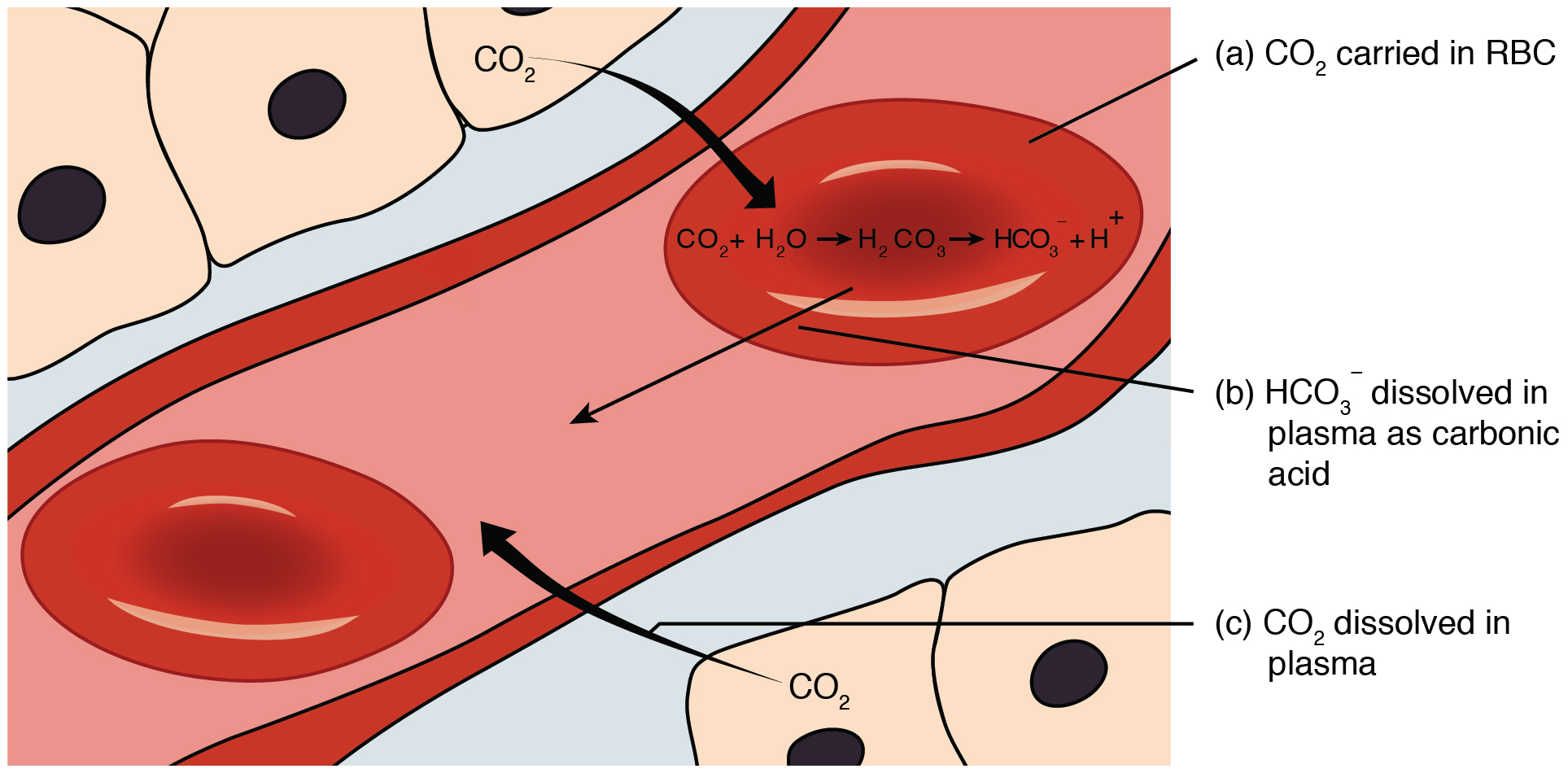
세포 호흡의 부산물인 이산화탄소는 혈액에 해리되며 적혈구에 의해 수거된다. 그 후 이산화탄소는 탄산무수화효소에 의해 탄산으로 변환된다. 대부분의 탄산은 중탄산염과 수소 이온으로 해리된다.

조직에서는 세포 호흡의 노폐물로 이산화탄소가 만들어진다. 순환계의 주된 역할 중 하나는 이 이산화탄소의 대부분을 중탄산염 이온으로 변환하여 조직으로부터 빠르게 제거하는 것이다. 혈장에 존재하는 중탄산염 이온은 폐로 운송된 후 다시 이산화탄소로 탈수되며 날숨을 통해 배출된다. 이러한 이산화탄소와 탄산 간의 변환 과정은 보통 매우 느리지만 혈액과 샘창자에서 탄산무수화효소에 의해 촉진된다. 혈액에서 중탄산염 이온은 다른 대사 과정으로 인해 혈액에 들어온 산(젖산, 케톤체 등)을 중화하는 역할을 한다. 반면 염기(예: 단백질이 분해되며 생기는 혈액요소질소 등)의 경우 탄산에 의해 중화된다.

### 조절
헨더슨-하셀바흐 방정식을 통해 계산했을 때, 생리학적 온도에서 탄산의 pKa는 6.1이므로 혈중 pH를 정상치인 7.4로 유지하기 위해서는 중탄산염과 탄산의 비율이 계속 20:1로 유지되어야 한다. 이 항상성은 뇌의 일부인 숨뇌와 (아마도) 콩팥에 존재하는 pH 감지기에서 주로 조절된다. pH 감지기는 음성 피드백 고리를 통해 호흡계와 콩팥의 작동기와 연결된다. 대부분의 동물의 혈액에서는 중탄산염 완충계가 호흡보상을 통해 폐와 연결되어 작동한다. 호흡보상은 혈중 이산화탄소 농도의 변화를 보상하기 위해 호흡수와 호흡의 깊이를 변화시키는 과정이다. 르 샤틀리에의 원리에 의해, 폐에서 이산화탄소가 방출되면 평형이 왼쪽으로 이동하며 모든 과도한 H+ 이온을 제거할 때까지 탄산무수화효소가 이산화탄소를 형성하도록 만든다. 중탄산염 농도는 콩팥보상에 의해서도 조절된다. 콩팥은 (호흡성 산증의 경우) 소변을 통해 H+ 이온을 내보내고 동시에 혈장으로 중탄산염 이온을 재흡수하는 방식으로 중탄산염 농도를 조절한다. 호흡성 알칼리증의 경우 반대의 방법으로 보상이 일어난다.

## 참고문헌
- Boron, Walter F. (2017). 〈Acid-Base Physiology〉. Boron, Walter F.; Boulpaep, Emile L. 《Medical physiology》 3판. Philadelphia, PA: Elsevier. 628-646쪽. ISBN 978-1-4557-4377-3.
- Hall, John E., Hall, Michael E., & Guyton, Arthur C. (Eds.) (2021). 〈Acid-Base Regulation〉. In: 《Guyton and Hall Textbook of Medical Physiology》 14판. Philadelphia: Elsevier. 402-420쪽. ISBN 978-0-323-59712-8.